# Hypopterygium discolor
Hypopterygium discolor är en bladmossart som beskrevs av Mitten in J. D. Hooker 1867. Hypopterygium discolor ingår i släktet Hypopterygium och familjen Hookeriaceae. Inga underarter finns listade i Catalogue of Life.